# Asparagus
Genre
Asparagus est un genre de plantes herbacées de la famille des Liliacées en classification classique, ou des Asparagacées en classification phylogénétique. L'asperge (Asparagus officinalis) appartient à ce genre.
Certains asparagus sont utilisés comme plantes d'intérieur. Elles sont originaires d'Afrique.

## Galerie d'images

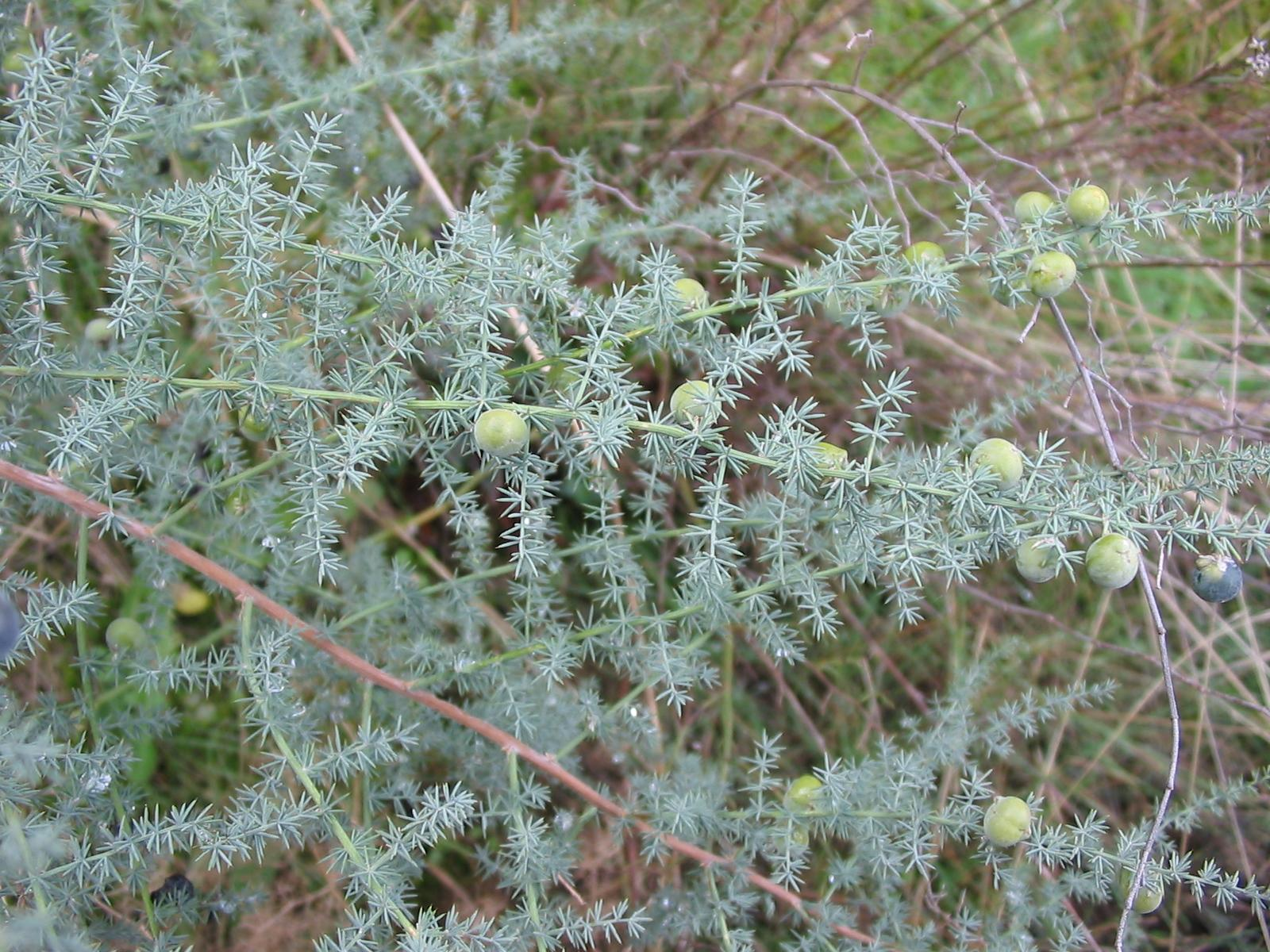
Asparagus acutifolius
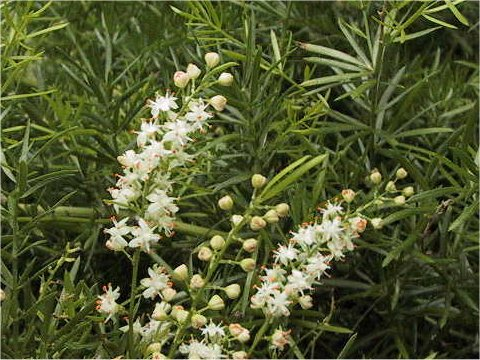
Asparagus aethiopicus
Asparagus asparagoides
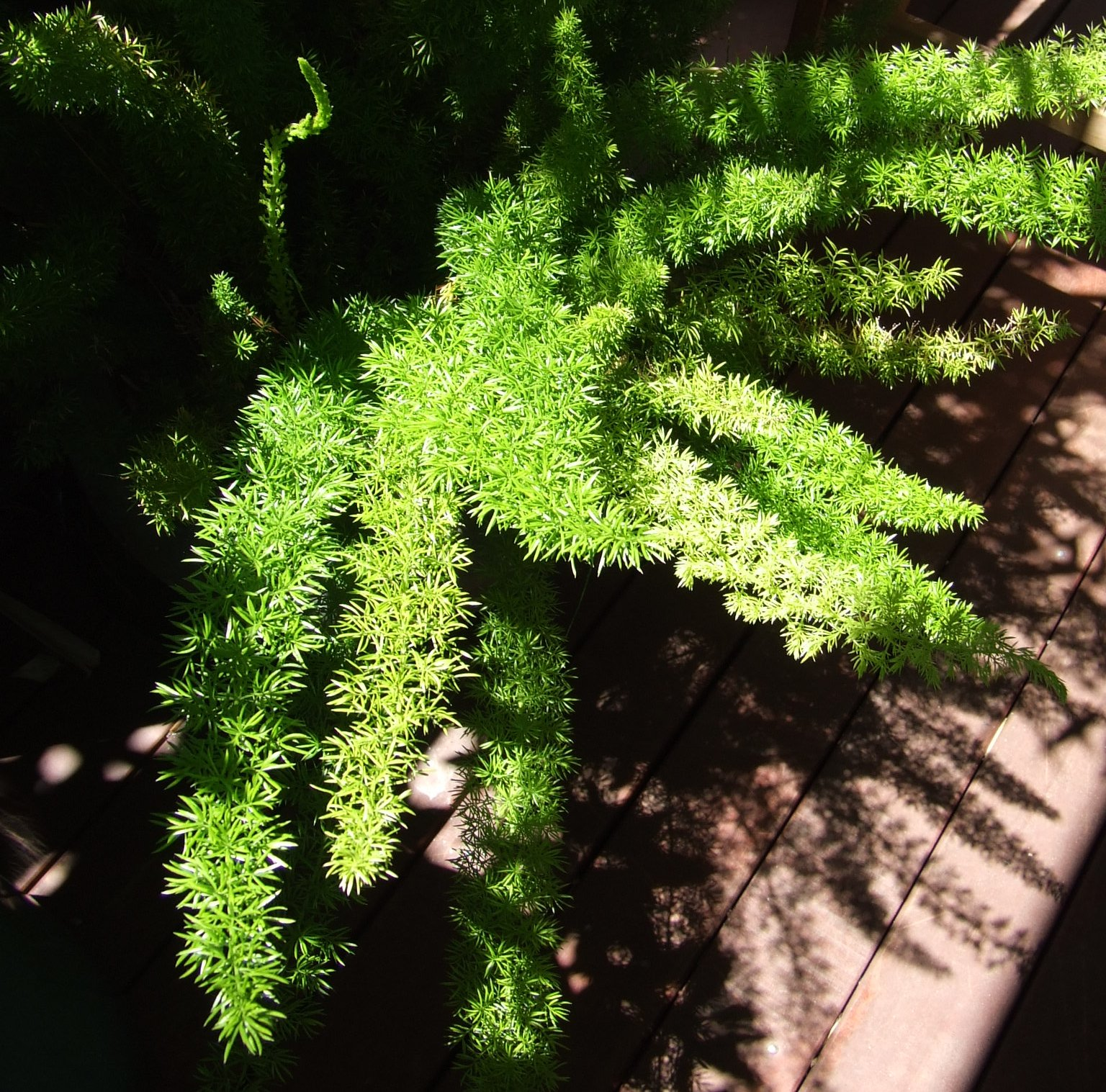
Asparagus densiflorus
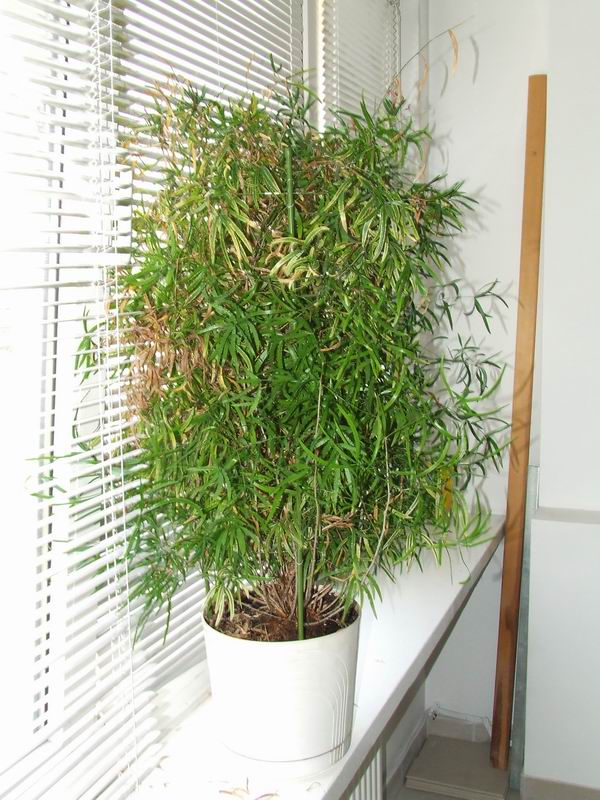
Asparagus falcatus
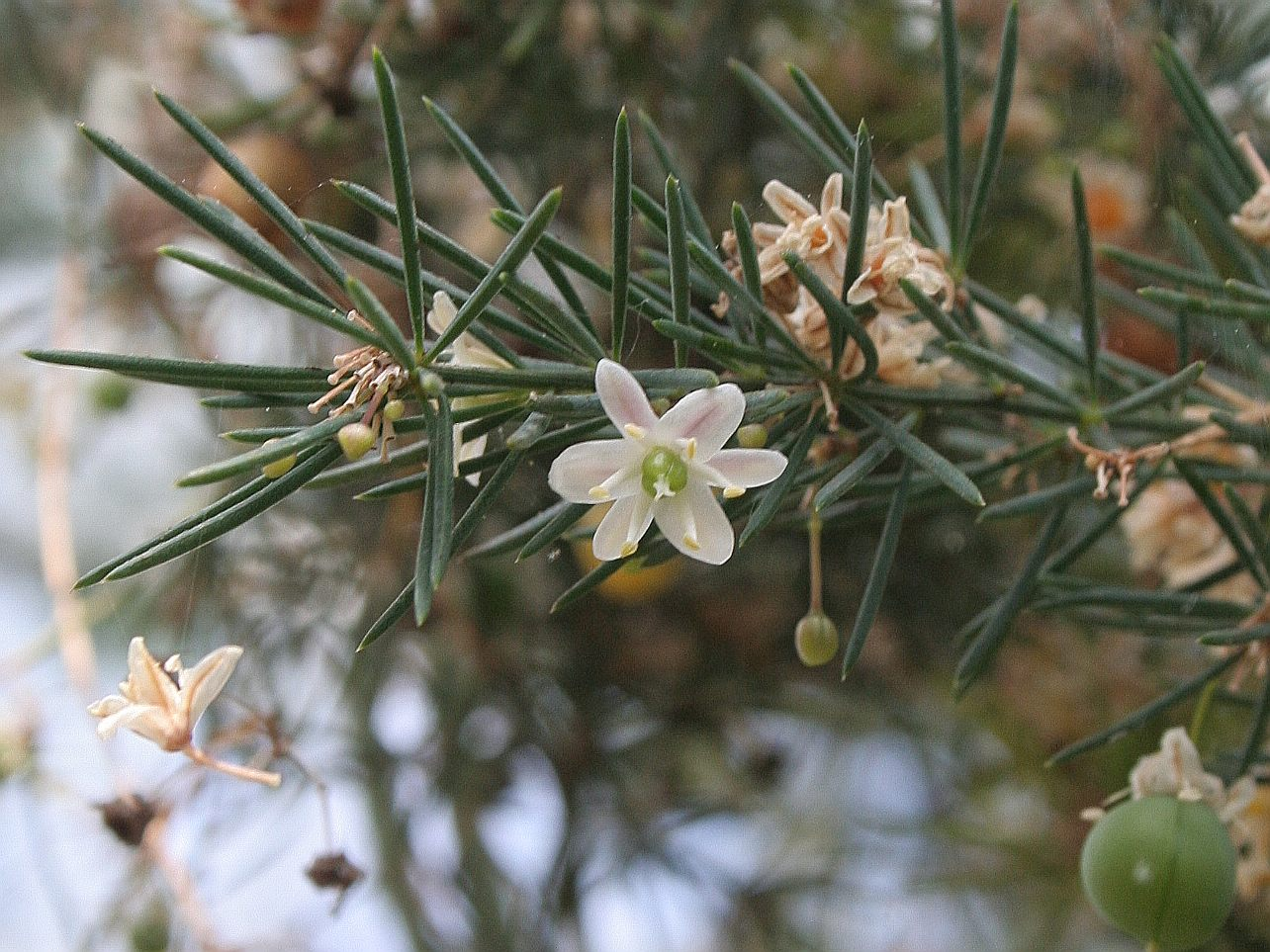
Asparagus fallax
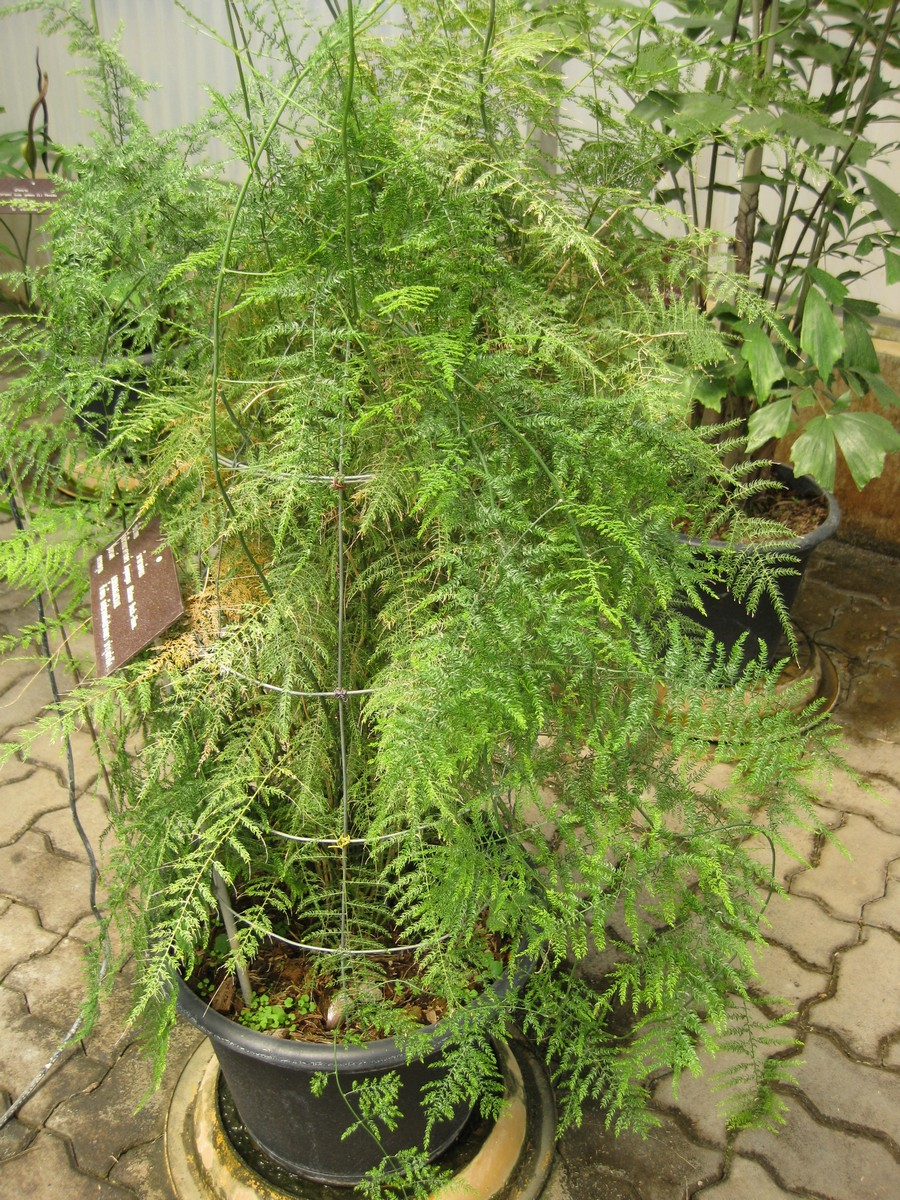
Asparagus filicinus
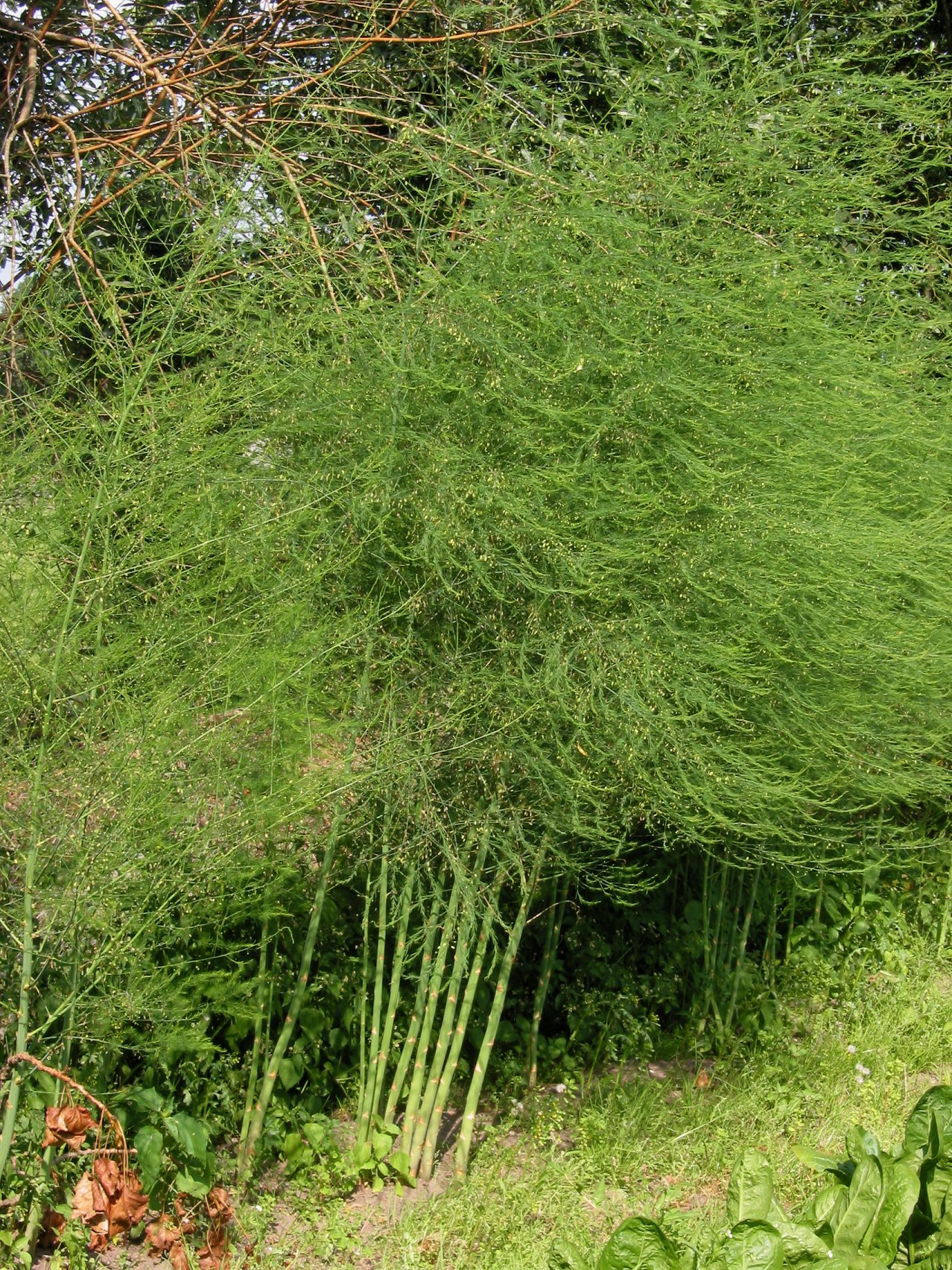
Asparagus officinalis
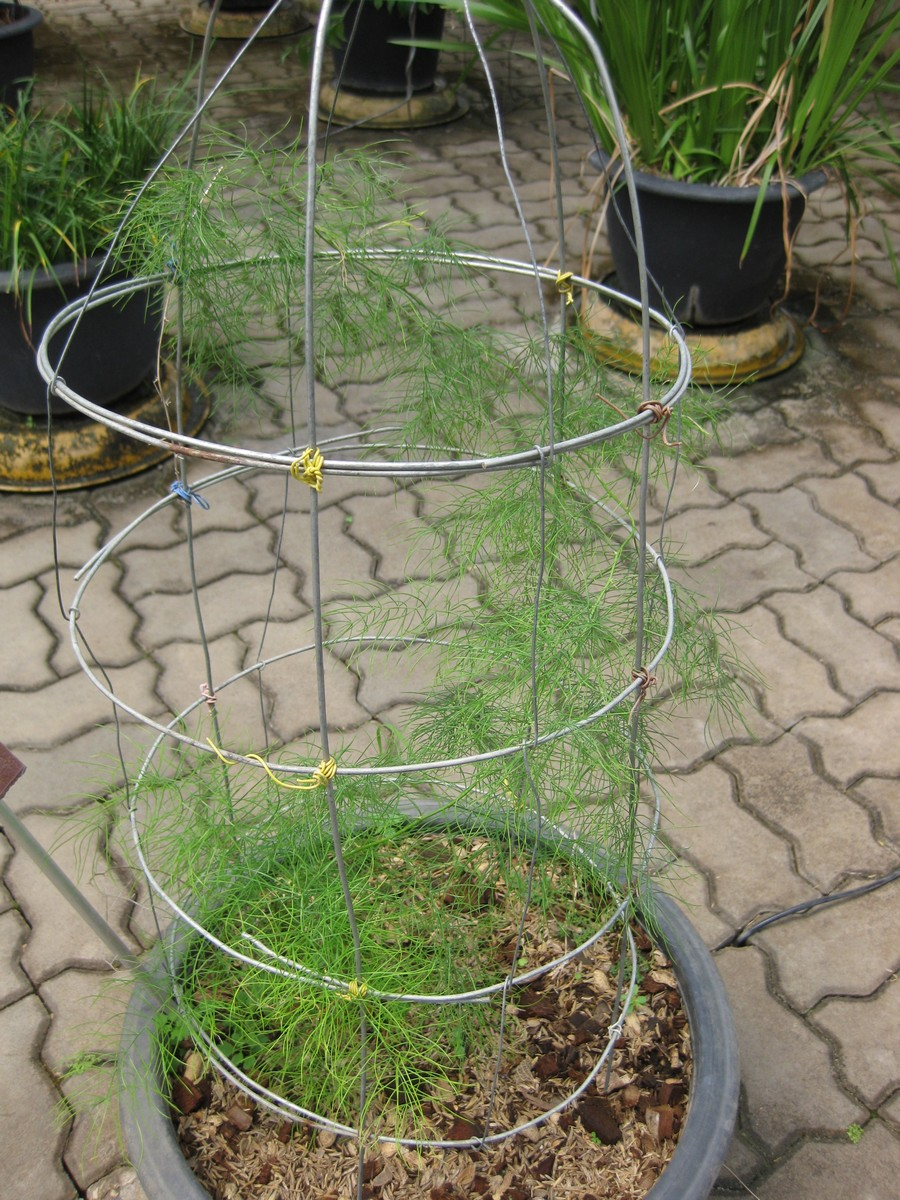
Asparagus racemosus
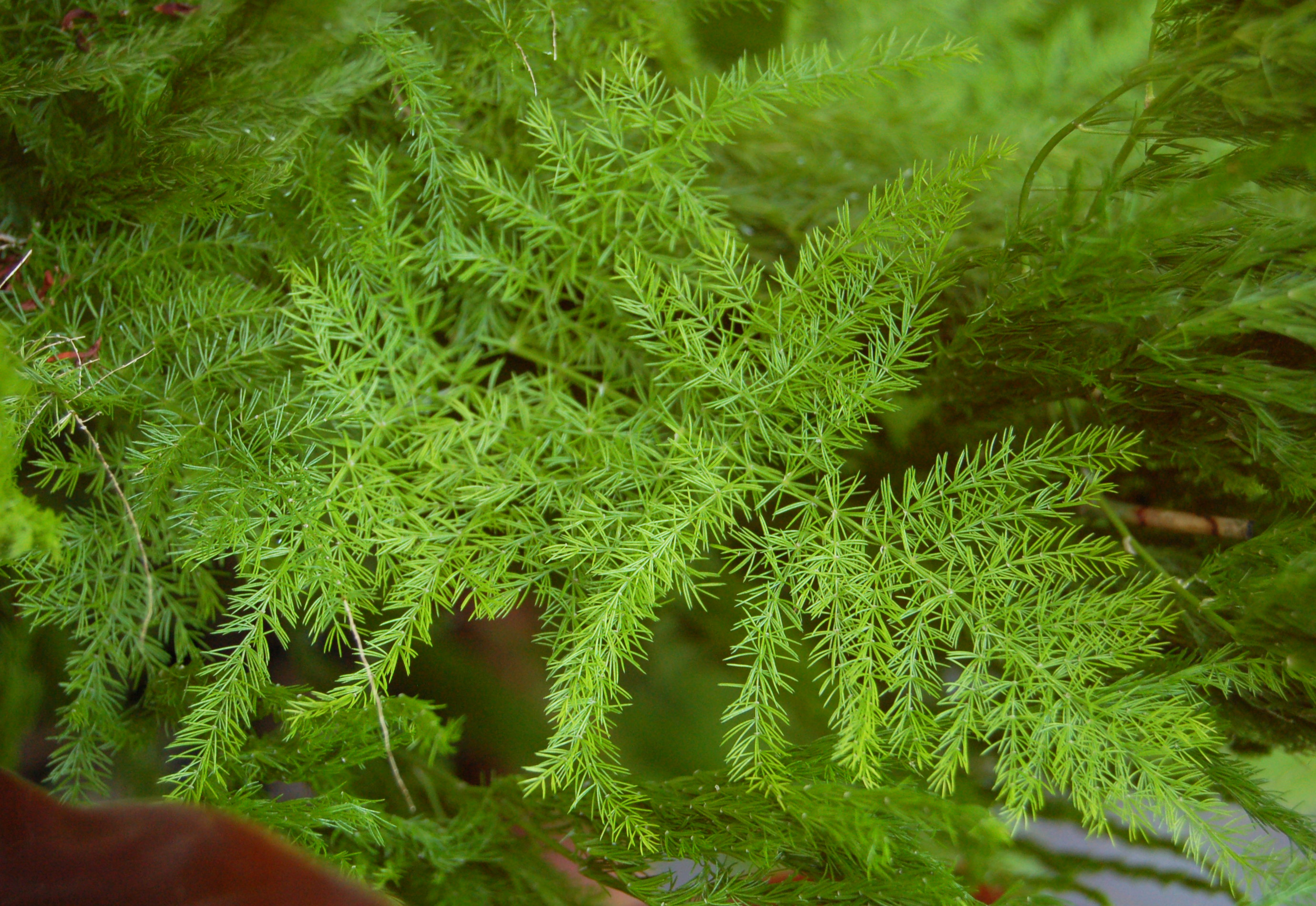
Asparagus setaceus
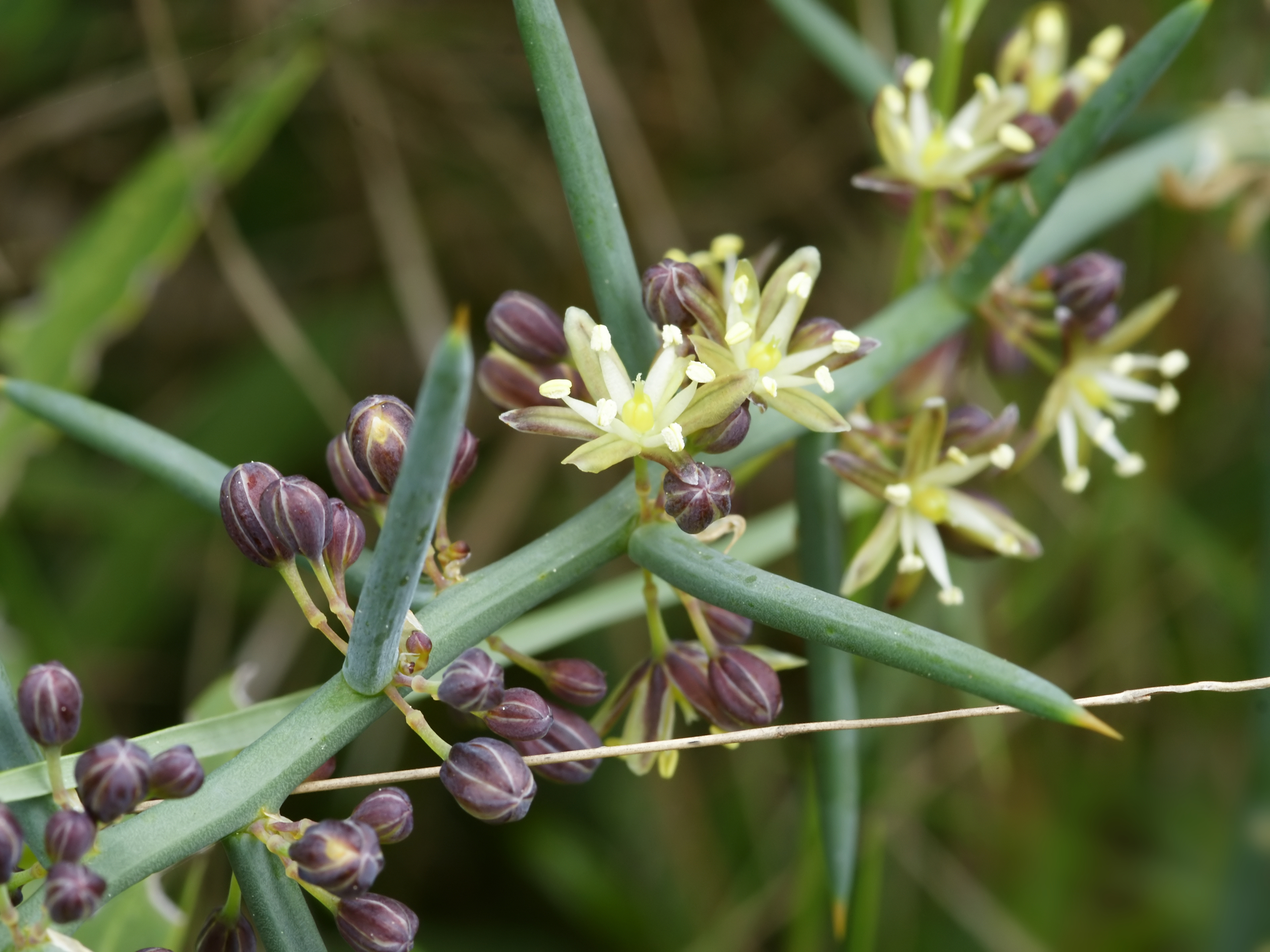
Asparagus stipularis
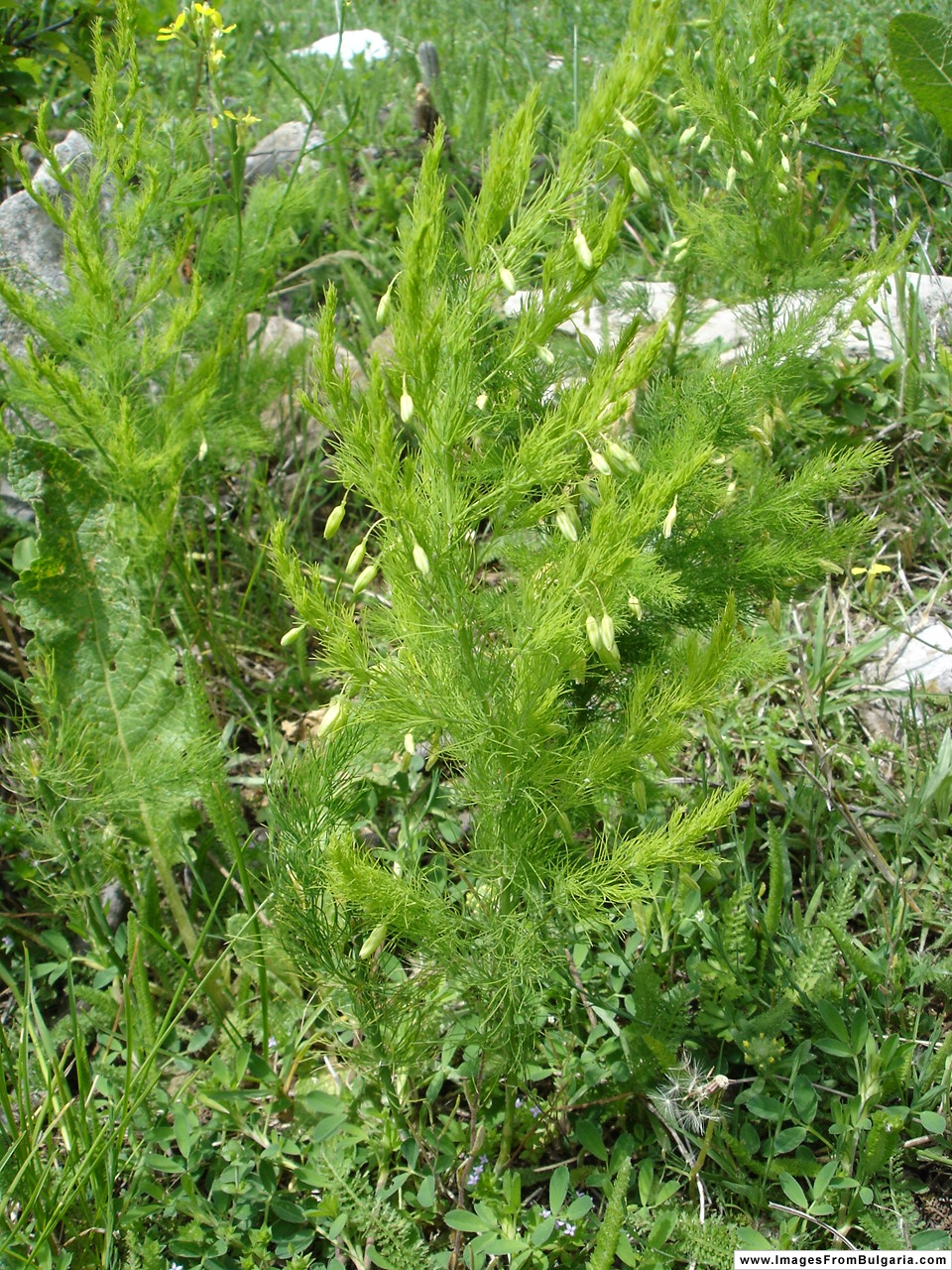
Asparagus tenuifolius
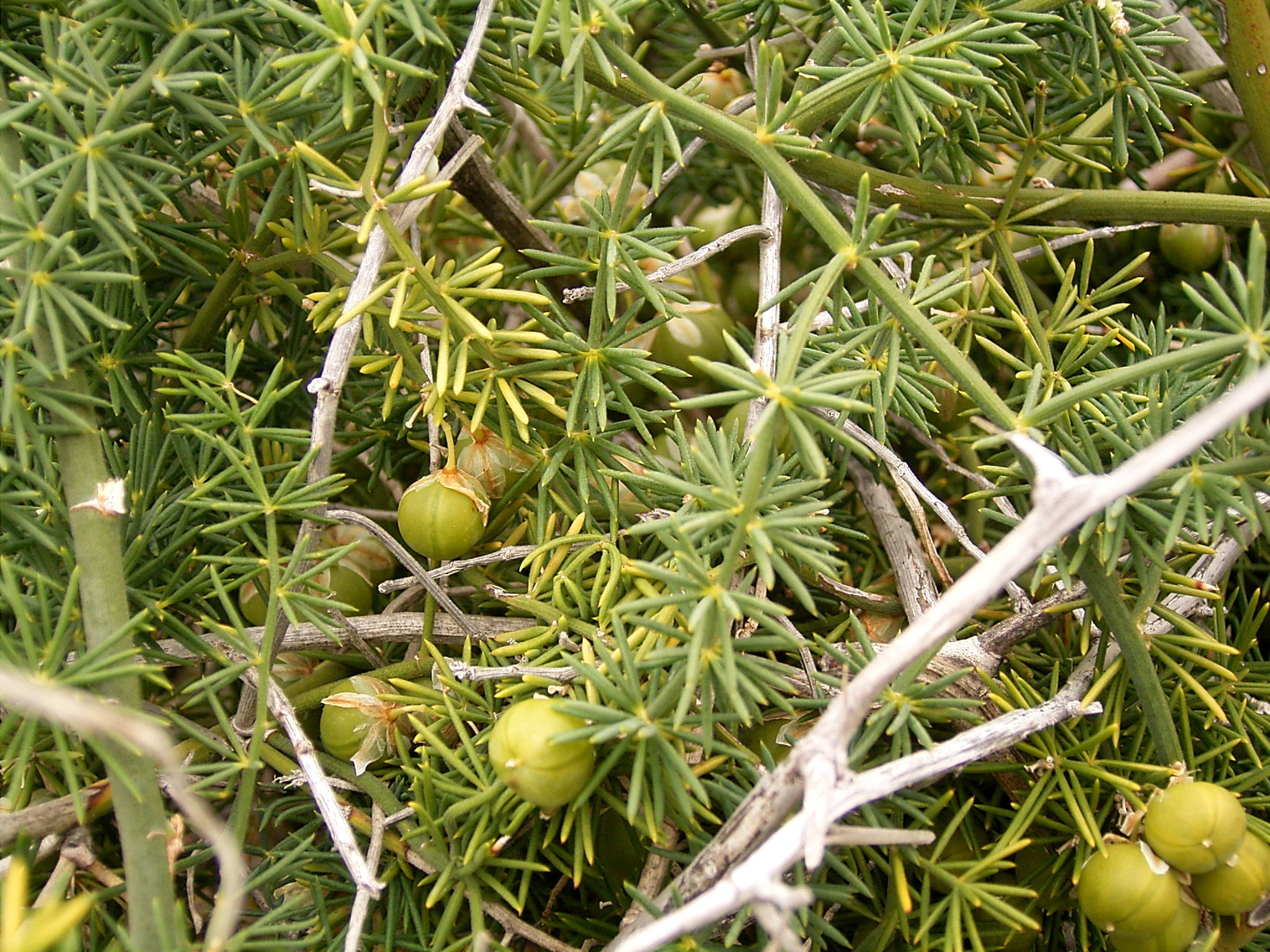
Asparagus umbellatus
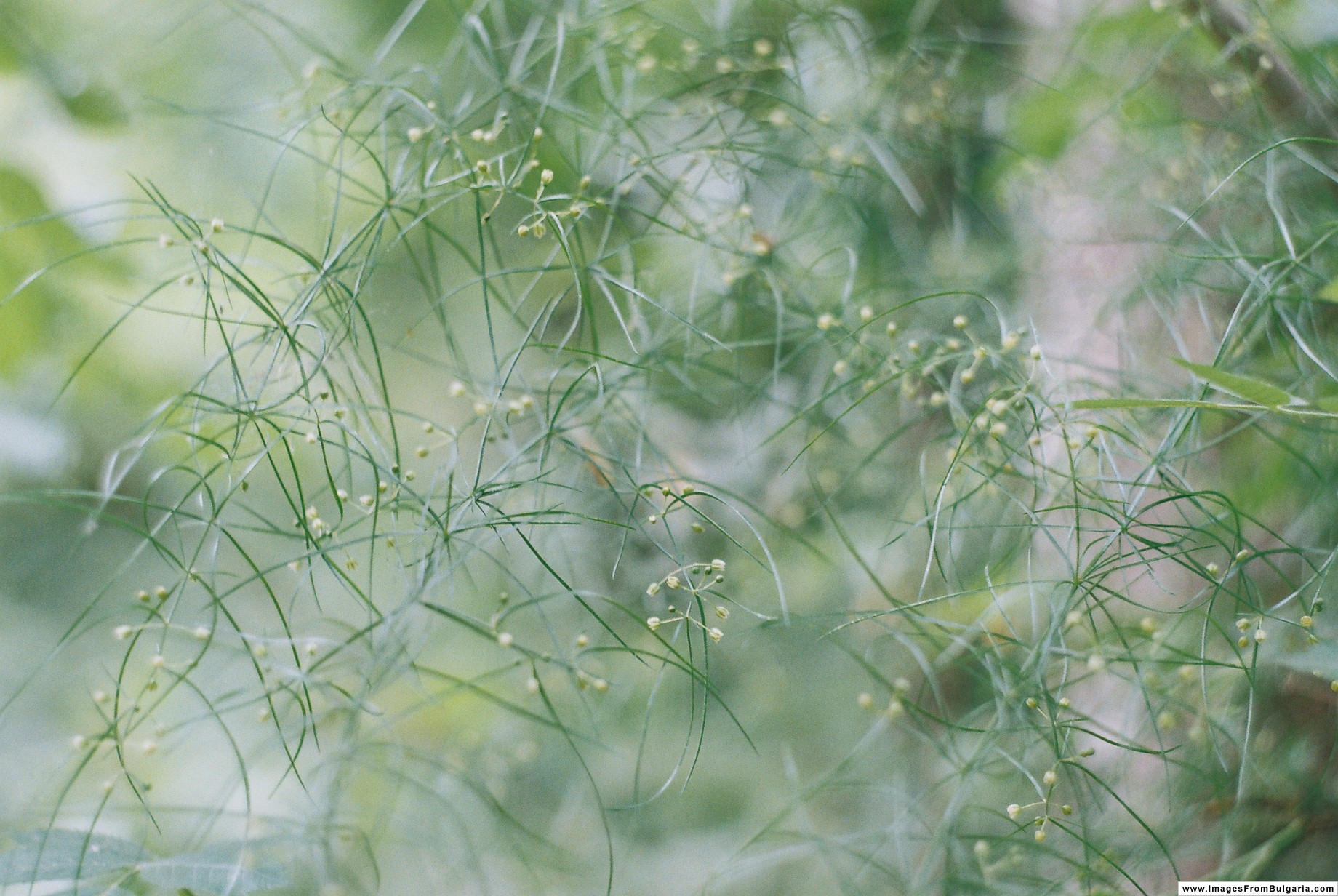
Asparagus verticillatus

## Liste d'espèces
- Asparagus acutifolius L.
- Asparagus africanus Lam.
- Asparagus albus L.
- Asparagus asparagoides (L.) Druce
- Asparagus densiflorus (Kunth) Jessop
- Asparagus fallax  Svent., 1960
- Asparagus longipes Baker
- Asparagus officinalis L., 1753 - asperge
- Asparagus setaceus (Kunth) Jessop, 1966 - Asparagus des fleuristes

Selon World Checklist of Selected Plant Families (WCSP) (16 janvier 2018) :
- Asparagus acicularis F.T.Wang & S.C.Chen (1978)
- Asparagus acocksii Jessop (1966)
- Asparagus acutifolius L. (1753)
- Asparagus adscendens Roxb., Fl. Ind. ed. 1832 (1832)
- Asparagus aethiopicus L. (1770)
- Asparagus africanus Lam. (1783)
  - variété Asparagus africanus var. africanus
  - variété Asparagus africanus var. puberulus (Baker) Sebsebe, Fl. Trop. E. Afr. (2006)
- Asparagus aggregatus (Oberm.) Fellingham & N.L.Mey. (1995)
- Asparagus albus L. (1753)
- Asparagus alopecurus (Oberm.) Malcomber & Sebsebe (1993)
- Asparagus altiscandens Engl. & Gilg (1903)
- Asparagus altissimus Munby (1855)
- Asparagus angulofractus Iljin (1935)
- Asparagus angusticladus (Jessop) J.-P.Lebrun & Stork (1995)
- Asparagus aphyllus L. (1753)
  - sous-espèce Asparagus aphyllus subsp. aphyllus
  - sous-espèce Asparagus aphyllus subsp. orientalis (Baker) P.H.Davis (1984)
- Asparagus arborescens Willd. ex Schult. & Schult.f. (1829)
- Asparagus aridicola Sebsebe, Fl. Trop. E. Afr. (2006)
- Asparagus asiaticus L. (1753)
- Asparagus asparagoides (L.) Druce (1914)
- Asparagus aspergillus Jessop (1966)
- Asparagus baumii Engl. & Gilg (1903)
- Asparagus bayeri (Oberm.) Fellingham & N.L.Mey. (1995)
- Asparagus benguellensis Baker, Trans. Linn. Soc. London (1878)
- Asparagus bequaertii De Wild. (1913)
- Asparagus biflorus (Oberm.) Fellingham & N.L.Mey. (1995)
- Asparagus botschantzevii Vlassova (1980)
- Asparagus botswanicus Sebsebe (2008)
- Asparagus brachiatus Thulin (2002 publ. 2003)
- Asparagus brachyphyllus Turcz. (1840)
- Asparagus breslerianus Schult. & Schult.f. (1829)
- Asparagus buchananii Baker (1893)
- Asparagus bucharicus Iljin (1935)
- Asparagus burchellii Baker, J. Linn. Soc. (1875)
- Asparagus burjaticus Peschkova (1974)
- Asparagus calcicola H.Perrier (1935)
- Asparagus capensis L. (1753)
  - variété Asparagus capensis var. capensis
  - variété Asparagus capensis var. litoralis Suess. & Karling (1950)
- Asparagus capitatus Baker, J. Linn. Soc. (1875)
  - sous-espèce Asparagus capitatus subsp. capitatus
  - sous-espèce Asparagus capitatus subsp. gracilis Browicz (1990)
- Asparagus chimanimanensis Sebsebe (2008)
- Asparagus clareae (Oberm.) Fellingham & N.L.Mey. (1995)
- Asparagus cochinchinensis (Lour.) Merr. (1919)
- Asparagus coddii (Oberm.) Fellingham & N.L.Mey. (1995)
- Asparagus concinnus (Baker) Kies (1951)
- Asparagus confertus K.Krause (1914)
- Asparagus coodei P.H.Davis (1983)
- Asparagus crassicladus Jessop (1966)
- Asparagus curillus Buch.-Ham. ex Roxb., Fl. Ind. ed. 1832 (1832)
- Asparagus dauricus Fisch. ex Link (1821)
- Asparagus declinatus L. (1753)
- Asparagus deflexus Baker, Trans. Linn. Soc. London (1878)
- Asparagus densiflorus (Kunth) Jessop (1966)
- Asparagus denudatus (Kunth) Baker, J. Linn. Soc. (1875)
  - sous-espèce Asparagus denudatus subsp. denudatus
  - sous-espèce Asparagus denudatus subsp. nudicaulis (Baker) Sebsebe, Fl. Trop. E. Afr. (2006)
- Asparagus devenishii (Oberm.) Fellingham & N.L.Mey. (1995)
- Asparagus divaricatus (Oberm.) Fellingham & N.L.Mey., J. Linn. Soc. (1875)
- Asparagus drepanophyllus Welw. ex Baker, Trans. Linn. Soc. London (1878)
- Asparagus duchesnei L.Linden (1900)
- Asparagus dumosus Baker, J. Linn. Soc. (1875)
- Asparagus edulis (Oberm.) J.-P.Lebrun & Stork (1995)
- Asparagus elephantinus S.M.Burrows (2008)
- Asparagus equisetoides Welw. ex Baker, Trans. Linn. Soc. London (1878)
- Asparagus exsertus (Oberm.) Fellingham & N.L.Mey. (1995)
- Asparagus exuvialis Burch. (1822)
- Asparagus falcatus L. (1753)
- Asparagus fallax Svent. (1960)
- Asparagus fasciculatus Thunb., Fl. Cap., ed. 1a (1820)
- Asparagus faulkneri Sebsebe, Fl. Trop. E. Afr. (2006)
- Asparagus ferganensis Vved. (1941)
- Asparagus filicinus Buch.-Ham. ex D.Don (1825)
- Asparagus filicladus (Oberm.) Fellingham & N.L.Mey. (1995)
- Asparagus filifolius Bertol. (1842)
- Asparagus flagellaris (Kunth) Baker, J. Linn. Soc. (1875)
- Asparagus flavicaulis (Oberm.) Fellingham & N.L.Mey. (1995)
  - sous-espèce Asparagus flavicaulis subsp. flavicaulis
  - sous-espèce Asparagus flavicaulis subsp. setulosus (Oberm.) Fellingham & N.L.Mey. (1995)
- Asparagus fouriei (Oberm.) Fellingham & N.L.Mey. (1995)
- Asparagus fractiflexus (Oberm.) Fellingham & N.L.Mey. (1995)
- Asparagus fysonii J.F.Macbr. (1918)
- Asparagus gharoensis Blatt. (1927)
- Asparagus glaucus Kies (1951)
- Asparagus gobicus N.A.Ivanova ex Grubov (1955)
- Asparagus gonoclados Baker, J. Linn. Soc. (1875)
- Asparagus graniticus (Oberm.) Fellingham & N.L.Mey. (1995)
- Asparagus greveanus H.Perrier (1935)
- Asparagus griffithii Baker, J. Linn. Soc. (1875)
- Asparagus gypsaceus Vved. (1946)
- Asparagus hajrae Kamble (1996)
- Asparagus hirsutus S.M.Burrows (2008)
- Asparagus homblei De Wild. (1913)
- Asparagus horridus L. (1774)
- Asparagus humilis Engl. (1910)
- Asparagus inderiensis Blume ex Ledeb. (1830)
- Asparagus intricatus (Oberm.) Fellingham & N.L.Mey. (1995)
- Asparagus juniperoides Engl. (1888)
- Asparagus kaessneri De Wild. (1913)
- Asparagus kansuensis F.T.Wang & Tang ex S.C.Chen (1978)
- Asparagus karthikeyanii (Kamble) M.R.Almeida (2009)
- Asparagus katangensis De Wild. & T.Durand (1901)
- Asparagus khorasanensis Hamdi & Assadi (2009)
- Asparagus kiusianus Makino (1970)
- Asparagus kraussianus (Kunth) J.F.Macbr. (1918)
- Asparagus krebsianus (Kunth) Jessop (1966)
- Asparagus laevissimus Steud. ex Baker, J. Linn. Soc. (1875)
- Asparagus laricinus Burch. (1822)
- Asparagus lecardii De Wild., Ann. Mus. Congo Belge, Bot., sér. 5 (1903)
- Asparagus ledebourii Miscz. (1916)
- Asparagus leptocladodius Chiov., Atti Reale Accad. Italia (1940)
- Asparagus lignosus Burm.f., Fl. Indica (1768)
- Asparagus longicladus N.E.Br. (1921)
- Asparagus longiflorus Franch., Nouv. Arch. Mus. Hist. Nat., sér. 2 (1884)
- Asparagus longipes Baker (1901)
- Asparagus lycaonicus P.H.Davis (1983)
- Asparagus lycicus P.H.Davis (1983)
- Asparagus lycopodineus (Baker) F.T.Wang & Tang (1937)
- Asparagus lynetteae (Oberm.) Fellingham & N.L.Mey. (1995)
- Asparagus macowanii Baker, J. Linn. Soc. (1875)
- Asparagus macrorrhizus Pedrol, J.J.Regalado & López Encina (2013)
- Asparagus madecassus H.Perrier (1935)
  - variété Asparagus madecassus var. madecassus
  - variété Asparagus madecassus var. montanus H.Perrier (1935)
- Asparagus mahafalensis H.Perrier (1936)
- Asparagus mairei H.Lév. (1909)
- Asparagus mariae (Oberm.) Fellingham & N.L.Mey. (1995)
- Asparagus maritimus (L.) Mill. (1768)
- Asparagus meioclados H.Lév. (1910)
- Asparagus merkeri K.Krause (1921)
- Asparagus microraphis (Kunth) Baker, J. Linn. Soc. (1875)
- Asparagus migeodii Sebsebe, Fl. Trop. E. Afr. (2006)
- Asparagus minutiflorus (Kunth) Baker, J. Linn. Soc. (1875)
- Asparagus mollis (Oberm.) Fellingham & N.L.Mey. (1995)
- Asparagus monophyllus Baker, J. Linn. Soc. (1875)
- Asparagus mozambicus Kunth (1850)
- Asparagus mucronatus Jessop (1966)
- Asparagus multituberosus R.A.Dyer (1954)
- Asparagus munitus F.T.Wang & S.C.Chen (1978)
- Asparagus myriacanthus F.T.Wang & S.C.Chen (1978)
- Asparagus natalensis (Baker) J.-P.Lebrun & Stork (1995)
- Asparagus neglectus Kar. & Kir. (1841)
- Asparagus nelsii Schinz (1896)
- Asparagus nesiotes Svent. (1969)
  - sous-espèce Asparagus nesiotes subsp. nesiotes
  - sous-espèce Asparagus nesiotes subsp. purpureiensis Marrero Rodr. & A.Ramos (1989)
- Asparagus nodulosus (Oberm.) J.-P.Lebrun & Stork (1995)
- Asparagus officinalis L. (1753)
- Asparagus oligoclonos Maxim. (1859)
- Asparagus oliveri (Oberm.) Fellingham & N.L.Mey. (1995)
- Asparagus ovatus T.M.Salter (1940)
- Asparagus oxyacanthus Baker, J. Linn. Soc. (1875)
- Asparagus pachyrrhizus N.A.Ivanova ex N.V.Vlassova (1980)
- Asparagus palaestinus Baker, J. Linn. Soc. (1875)
- Asparagus pallasii Miscz. (1916)
- Asparagus pastorianus Webb & Berthel. (1846)
- Asparagus pearsonii Kies (1951)
- Asparagus pendulus (Oberm.) J.-P.Lebrun & Stork (1995)
- Asparagus penicillatus H.Hara (1974)
- Asparagus persicus Baker, J. Linn. Soc. (1875)
- Asparagus petersianus Kunth (1850)
- Asparagus plocamoides Webb ex Svent. (1969)
- Asparagus poissonii H.Perrier (1935)
- Asparagus prostratus Dumort. (1827)
- Asparagus przewalskyi N.A.Ivanova ex Grubov & T.V.Egorova (1977)
- Asparagus pseudoscaber Grecescu (1898)
- Asparagus psilurus Welw. ex Baker, Trans. Linn. Soc. London (1878)
- Asparagus punjabensis J.L.Stewart (1869)
- Asparagus pygmaeus Makino (1910)
- Asparagus racemosus Willd. (1799)
- Asparagus radiatus Sebsebe (2008)
- Asparagus ramosissimus Baker, Gard. Chron., n.s. (1874)
- Asparagus recurvispinus (Oberm.) Fellingham & N.L.Mey. (1995)
- Asparagus retrofractus L. (1753)
- Asparagus richardsiae Sebsebe (2008)
- Asparagus rigidus Jessop (1966)
- Asparagus ritschardii De Wild., Contr. Fl. Katanga (1930)
- Asparagus rogersii R.E.Fr., Wiss. Erg. Schwed. Rhodesia-Kongo-Exp. 1911-1912 (1916)
- Asparagus rottleri Baker, J. Linn. Soc. (1875)
- Asparagus rubicundus P.J.Bergius (1767)
- Asparagus rubricaulis (Kunth) Baker, J. Linn. Soc. (1875)
- Asparagus sapinii De Wild. (1910)
- Asparagus sarmentosus L. (1753)
- Asparagus saundersiae Baker (1889)
- Asparagus scaberulus A.Rich. (1850)
- Asparagus scandens Thunb. (1794)
- Asparagus schoberioides Kunth (1850)
- Asparagus schroederi Engl. (1902)
- Asparagus schumanianus Schltr. ex H.Perrier (1935)
- Asparagus scoparius Lowe (1831)
- Asparagus sekukuniensis (Oberm.) Fellingham & N.L.Mey. (1995)
- Asparagus setaceus (Kunth) Jessop (1966)
- Asparagus sichuanicus S.C.Chen & D.Q.Liu (1984)
- Asparagus simulans Baker, J. Linn. Soc. (1875)
- Asparagus spinescens Steud. ex Schult. & Schult.f. (1829)
- Asparagus squarrosus J.A.Schmidt (1852)
- Asparagus stellatus Baker, J. Linn. Soc. (1875)
- Asparagus stipulaceus Lam. (1783)
- Asparagus striatus (L.f.) Thunb. (1794)
- Asparagus suaveolens Burch. (1822)
- Asparagus subfalcatus De Wild. (1921)
- Asparagus subscandens F.T.Wang & S.C.Chen (1978)
- Asparagus subulatus Thunb. (1794)
- Asparagus sylvicola S.M.Burrows (2008)
- Asparagus taliensis F.T.Wang & Tang ex S.C.Chen (1978)
- Asparagus tamariscinus N.A.Ivanova ex Grubov (1955)
- Asparagus tenuifolius Lam. (1783)
- Asparagus tibeticus F.T.Wang & S.C.Chen (1978)
- Asparagus touranensis Hamdi & Assadi (2013)
- Asparagus transvaalensis (Oberm.) Fellingham & N.L.Mey. (1995)
- Asparagus trichoclados (F.T.Wang & Tang) F.T.Wang & S.C.Chen (1978)
- Asparagus trichophyllus Bunge (1833)
- Asparagus turkestanicus Popov (1932)
- Asparagus uhligii K.Krause (1921)
- Asparagus umbellatus Link (1828)
  - variété Asparagus umbellatus var. flavescens Svent. (1960)
  - sous-espèce Asparagus umbellatus subsp. lowei (Kunth) Valdés (1979)
  - sous-espèce Asparagus umbellatus subsp. umbellatus
- Asparagus umbellulatus Bresler (1826)
- Asparagus undulatus (L.f.) Thunb. (1794)
- Asparagus usambarensis Sebsebe, Fl. Trop. E. Afr. (2006)
- Asparagus vaginellatus Bojer ex Baker, J. Linn. Soc. (1875)
- Asparagus verticillatus L. (1762)
- Asparagus virgatus Baker (1870)
- Asparagus volubilis (L.f.) Thunb. (1794)
- Asparagus vvedenskyi Botsch. (1965)
- Asparagus warneckei (Engl.) Hutch. (1936)
- Asparagus yanbianensis S.C.Chen (1988)
- Asparagus yanyuanensis S.C.Chen (1981)